# Distribution (typographie)
Pour les articles homonymes, voir Distribution.
En typographie, la distribution (on trouve parfois le terme redistribution) est la suite logique et la fin du travail de composition : elle consiste à remettre dans leurs casses et leurs cassetins respectifs les caractères qui ont été utilisés pour une impression, afin qu'ils puissent servir à une nouvelle composition, puis impression.

## Processus
La composition est d'abord lavée pour être débarrassée de toute trace d'encre. Les divers éléments du châssis sont enlevés, et les pages sont remises aux ouvriers chargés de la distribution. Le typographe prend un paquet de lettres dans sa main gauche, dans le sens où elles sont placées lors de la composition, de manière à pouvoir les lire. Il prend chaque lettre de la main droite et la fait couler dans son cassetin : ce terme laisse entendre que le caractère ne doit pas tomber de trop haut, ni être jeté, de manière à ne pas être endommagé.
Tous les traités de typographie recommandent la plus grande attention lors de la distribution. En effet, une lettre mal placée peut être, lors de la composition suivante, prise machinalement par le compositeur et donner la faute spécifiquement appelée coquille.

## Mécanisation
La mécanisation de la distribution a été l'écueil principal des concepteurs de machines à composer : si la sélection de caractères rangés est relativement facile, le processus inverse est pratiquement insoluble, à moins de mécanismes complexes qui n'étaient pas sans dommages pour les caractères en plomb. Le problème a été résolu par les composeuses-fondeuses telles la Linotype et la Monotype, puis la photocomposition et enfin l'informatique qui ont définitivement évincé le plomb.